# Ecotrópicos
Ecotrópicos es la revista científica de Sociedad Venezolana de Ecología, fue creada en 1988. Es una revista científica arbitrada y de acceso abierto dedicada la publicación de artículos respondiendo preguntas sobre la ecología en sistemas tropicales. Actualmente está indizada en Scopus, ROAD, CAB Abstracts, CIRAD, y Latindex.

## Historia
Ecotrópicos fue concebida como el órgano de difusión científica de la Sociedad Venezolana de Ecología desde su constitución en 1988. Desde el inicio se buscó su proyección internacional, aceptando artículos tanto en español como en inglés. Durante el periodo 1988-2016 se publicó bienalmente y, a partir de 2017, la revista cambió su esquema a un modelo de publicación continua al momento de aceptar cada artículo, aunque compilando todos los artículos correspondientes a un año dado bajo un mismo número.

## Editores en Jefe
Aldo Croquer (USB): 2022-presente
David Prieto-Torres (LUZ): 2018-2021
Samuel Segnini (ULA): 2008-2017
Michele Ataroff (ULA): 1994-2007
Antonio Vivas (USB): 1994
Claudia Cressa (UCV): 1988-1994